# Chocolat amer
 (avril 2025).
Si vous disposez d'ouvrages ou d'articles de référence ou si vous connaissez des sites web de qualité traitant du thème abordé ici, merci de compléter l'article en donnant les références utiles à sa vérifiabilité et en les liant à la section « Notes et références ».
Chocolat amer (titre original : Como agua para chocolate) est un roman de l'auteure mexicaine Laura Esquivel publié en 1989. Il relève du réalisme magique, genre caractéristique de la littérature latino-américaine.

## Argument
L'auteur a construit son livre en douze chapitres, chacun commençant par une recette de cuisine, une pour chaque mois de l'année. On y trouve certains éléments surprenants. Ainsi, c'est au mois de septembre que l'on mange la galette des rois au lieu du mois de janvier. C'est la narratrice, la petite nièce de Tita qui détaille les recettes en même temps qu'elle raconte l'histoire de sa grand-tante.
En plus de la révolution mexicaine, l'auteure voulait présenter la condition de la femme dans son pays, le machisme et la conception de l'amour.

## Résumé
L'histoire se passe au Mexique, au début du XXe siècle, pendant la révolution. L'histoire s'ouvre sur la naissance de Tita, la protagoniste, dans la cuisine du ranch. M. de la Garza décède dans la même semaine d'une crise cardiaque en apprenant que Gertrudis, la seconde de ses filles, est née d'une relation extra-conjugale. Elena de la Garza, appelée Mamá Elena tout au long de l'histoire, reste donc veuve et élève ses trois filles seule d'une main de fer. Tita étant la cadette, elle se voit dans l'obligation de perpétuer la tradition familiale, qui est de s'occuper de sa mère jusqu'à son décès, sans pouvoir se marier. 
L'enfance de Tita est très différente de celle de ses deux sœurs. Son univers est celui de la cuisine et sa camarade de jeu et mère de substitution est Nacha, l'employée de maison déjà âgée. Tita se retrouve très isolée et entre en opposition avec ses sœurs et sa mère.
Lors d'un dîner où sont invitées des connaissances de Mamá Elena, Tita fait la connaissance de Pedro Muzquiz dont elle tombe éperdument amoureuse. Un jour, Pedro, accompagné de son père, vient demander la main de Tita, 15 ans, à Mamá Elena. Cette dernière refuse mais lui vante les qualités de son aînée, Rosaura, 17 ans. Pedro accepte afin de vivre proche de Tita. Malheureusement, la mère de Tita la surveille de près. Le seul moyen pour Tita d'exprimer sa passion et ses sentiments sera à travers la nourriture. Elle cuisinera divinement bien.
Tita et Pedro auront néanmoins l'occasion d'exprimer leur amour mutuel 24 ans plus tard, une fois Mamá Elena et Rosaura décédées. Ils auront l'occasion d'une nuit pour donner libre cours à leur passion, ce qui leur vaudra de mourir como agua para chocolate, c'est-à-dire d'exploser de passion amoureuse. Le ranch prit feu et tout ce qu'on retrouva fut le carnet de notes de Tita, lequel permit à la narratrice de nous conter cette histoire, ainsi que les nombreuses recettes de cuisine de Tita.

## Les personnages
- Tita, fille de Mamá Elena et de Juan de la Garza, sœur de Rosaura et demi-sœur de Gertrudis.

Tita est l'héroïne du roman et la plus jeune des trois sœurs. Elle naît prématurément dans la cuisine comme « envoyée au monde par un torrent de larmes » qui débordent dans toute la pièce. Tita grandit entourée par les odeurs d'épices, de soupes, de lait bouilli, d'ails et d’oignons. Grâce à Nacha, la charitable cuisinière de la famille, Tita développe un très fort lien avec la cuisine. Cela devient son moyen d'expression, pour qui celui qui goûte sa cuisine ressente une indescriptible tristesse jusqu'au désir le plus ardent. Etant la plus jeune de la famille et conformément à la tradition familiale, il lui est interdit de se marier afin qu'elle puisse veiller sur ses parents jusqu'à leurs vieux jours. Elle doit donc s'occuper de sa mère, encore vivante. Depuis qu'elle est petite, Tita sait que sa vie est assignée à l'immobile morale familiale et s'oppose avec rage contre sa destinée. Toutefois, la rébellion de la jeune fille est moins apparente face à l'autorité maternelle. Tita se confronte à celle-ci lorsque Pedro, son amant, veut l'épouser remettant alors en cause l'éthique familiale. Tita symbolise le combat d'une femme pour l'amour passionnel et l'espoir continuel d'une vie meilleure face à un sombre destin lié aux traditions familiales.
- Pedro Muzquiz, mari de Rosaura et amour de Tita.

Pedro rencontre Tita lors d'une réunion sociale et tombe immédiatement sous le charme de la jeune femme. Il se présente avec son père chez Tita avec l'intention de lui demander sa main. Mamá Elena leur explique la raison pour laquelle Tita ne peut se marier, mais lui offre en échange la main de Rosaura. Pedro accepte mais dans le seul but de rester auprès de Tita, son véritable amour.
- Mamá Elena, mère de Tita.

C'est une femme dure et sévère. Veuve, elle respecte fermement les coutumes familiales traditionnelles et s'occupe du ranch qu'elle a hérité de son mari. Elle impose une éducation très rigoureuse à ses filles : elle ne leur permet pas de l'appeler "mamá" et préfère la dénomination "mami". En outre, elle ne cesse de punir Tita à cause de sa désinvolture puisqu'elle s'oppose à suivre à la lettre la tradition et à renoncer à l'amour de sa vie.
- Rosaura, fille de Mamá Elena et de Juan de la Garza, sœur de Tita, demi-sœur de Gertrudis.

Rosaura est la sœur aînée de Tita. Depuis qu'elles sont petites, il existe une rivalité entre les sœurs. Rosaura n'a jamais accordé d'intérêt pour la cuisine et a laissé sa sœur s'occuper de ces tâches. Son mariage avec Pedro conduit la rivalité fraternelle à son paroxysme, l'une se mariant avec l'amour de l'autre. Rosaura apparaît comme l'épouse « de substitution » d'un mariage arrangé. Elle éprouve de la jalousie envers sa sœur, pour qui Pedro offre son amour. Elle est extrêmement orgueilleuse et soutient l'autorité de sa mère envers Tita. Rosaura est en proie à de multiples crises et scènes de pleurs pour que son mari lui prête attention. Après la mort de son premier-né, Roberto, naît Esperanza. C'est Tita qui se fait la nourrice bienveillante de la petite pour mettre fin à la tradition familiale.
- Gertrudis, fille de Mamá Elena et de son premier amour, et demi-sœur de Rosaura et Tita.

Gertrudis est la deuxième de la fratrie et aînée de Tita. C'est la fille d'un amant de Mamá Elena lorsqu'elle était mariée à Juan de la Garza. Son personnage prend de l'ampleur après avoir mangé les cailles aux pétales de Rose, préparées par Tita. La soucoupe lui provoque les désirs les plus ardents qu'elle tente de calmer par un bain. Toutefois, son arôme se propage jusqu'à un soldat de la Révolution qui l'enlève sur son cheval. Elle vit un temps avec lui avant de travailler dans une maison close, elle s'engage finalement dans le conflit armé où elle parvient à être nommée Général. elle se marie avec le revolutionnaire et ils ont un enfant ensemble.
- Nacha, servante et mère adoptive dans le cœur de Tita.

Nacha est la cuisinière de la famille. Elle prend en charge Tita étant donné que sa mère porte le deuil de son époux et ne peut la prendre en charge. Nacha la traite comme sa propre fille et se tient près d'elle pour lui donner des conseils et de la tendresse jusqu'à sa mort. Nacha apprend à Tita les bonnes valeurs et les secrets de la cuisine. À sa mort, Tita continue d'être la cuisinière de la maison. C'est Nacha, avec Gertrudis et Chencha, qui consolent Tita pour le mariage de Rosaura et Pedro, puisque Nacha a perdu également l'amour de sa vie à cause de la mère de Mamá Elena.
- Dr John Brown, amoureux déçu de Tita.

John Brown est un docteur veuf qui a un fils. Il a rencontré Tita après la naissance de Robert, fils de Rosaura. Pendant le baptême de celui-ci, le médecin n'a pas pu détacher son regard de la jeune Tita, ce qu'a remarqué notamment Máma Elena. Quand elle apprend la mort de son filleul, Tita est en proie à une terrible dépression, le docteur Brown est le seul qui arrive à la convaincre d'abandonner "el Palomar" et de rentrer chez elle. Il s'est profondément épris de Tita et lui raconte quelques-unes de ses théories, développées à partir des connaissances que lui a transmises sa grand-mère, une femme indigène qui était connue par la famille comme "La Kikapú", faisant référence à son groupe ethnique. John meurt mordu par un serpent qui symbolise le passé indigène de sa famille ainsi que la trahison de Tita qui ne l'a pas épousé.
- Chencha, servante du ranch.

Très cancanière et peu cultivée, c'est la plus jeune des cuisinières et quelques brigands abusent d'elle. Elle s'est mariée avec son premier amant qu'elle revit dans son village de naissance.
- Esperanza, seconde fille de Rosaura et Pedro, et mère de la narratrice.

Grâce à Tita, elle ne perpétue pas la tradition familiale. Elle se marie avec le fils de John Brown. Esperanza ressemble beaucoup à Tita.
- Juan Alejandrez, homme de bataille.

Guidé par sa passion pour Gertrudis, il l'a enlevée entièrement nue. Il s'est marié avec elle et l'accepte comme une femme émancipée dans sa vie.
- Treviño, garde du corps et agent de Gertrudis.

Il éprouvait également des sentiments à l'égard de celle-ci.
- Alex Brown, fils de John Brown.

Depuis qu'il est petit, il est amoureux d'Esperanza. Époux d'Esperanza, il obtient un doctorat et part avec elle aux États-Unis.
- Paquita Lobo, voisine de la famille De la Garza, commère.
- Don Pascual, père de Pedro Muzquiz.
- Padre Ignacio, curé du village.
- Mary, tante de John.

Sourde, elle sait lire sur les lèvres en anglais. Elle vient à Piedras Negras pour le mariage entre John et Tita, où John découvre l'infidélité de Tita.
- Roberto, fils de Pedro et Rosaura.

Il meurt à San Antonio (Texas), d'une pneumopathie. Il avait seulement été allaité par Tita, et non pas par sa propre mère.
- Pulque, chien du ranch.

## Au cinéma
Chocolat amer a été adapté au cinéma, en 1992, par Alfonso Arau, le mari de l'auteure, sous le titre Les Épices de la passion,.